# Episodi di Stargate Atlantis (terza stagione)
| nº | Titolo originale      | Titolo italiano               | Prima TV USA      | Prima TV Italia   |
| -- | --------------------- | ----------------------------- | ----------------- | ----------------- |
| 1  | No Man's Land         | La terra di nessuno           | 14 luglio 2006    | 23 settembre 2007 |
| 2  | Misbegotten           | Illegittimo                   | 21 luglio 2006    | 29 settembre 2007 |
| 3  | Irresistible          | Irresistibile                 | 28 luglio 2006    | 6 ottobre 2007    |
| 4  | Sateda                | Sateda                        | 4 agosto 2006     | 13 ottobre 2007   |
| 5  | Progeny               | Un pianeta amico              | 11 agosto 2006    | 20 ottobre 2007   |
| 6  | The Real World        | Il mondo reale                | 18 agosto 2006    | 27 ottobre 2007   |
| 7  | Common Ground         | Destino comune                | 25 agosto 2006    | 4 novembre 2007   |
| 8  | McKay and Mrs. Miller | Dr. McKay e la signora Miller | 8 settembre 2006  | 10 novembre 2007  |
| 9  | Phantoms              | Fantasmi                      | 15 settembre 2006 | 17 novembre 2007  |
| 10 | The Return (part 1)   | Il ritorno (parte 1)          | 22 settembre 2006 | 24 novembre 2007  |
| 11 | The Return (part 2)   | Il ritorno (parte 2)          | 21 novembre 2006  | 1º dicembre 2007  |
| 12 | Echoes                | Echi                          | 27 novembre 2006  | 1º dicembre 2007  |
| 13 | Irresponsible         | Il supereroe                  | 4 dicembre 2006   | 8 dicembre 2007   |
| 14 | Tao of Rodney         | Salvataggio in extremis       | 11 dicembre 2006  | 8 dicembre 2007   |
| 15 | The Game              | Il gioco                      | 18 dicembre 2006  | 15 dicembre 2007  |
| 16 | The Ark               | L'arca                        | 8 gennaio 2007    | 15 dicembre 2007  |
| 17 | Sunday                | Domenica                      | 15 gennaio 2007   | 22 dicembre 2007  |
| 18 | Submersion            | Immersione                    | 22 gennaio 2007   | 22 dicembre 2007  |
| 19 | Vengeance             | Vendetta                      | 29 gennaio 2007   | 29 dicembre 2007  |
| 20 | First Strike (1)      | Attacco a sorpresa (1)        | 5 febbraio 2007   | 29 dicembre 2007  |

## La terra di nessuno
- Titolo originale: No Man's Land
- Diretto da: Martin Gero
- Scritto da: Martin Wood

### Trama
Le Navi-alveare Wraith sono ferme al limitare della Galassia di Pegaso, pronte ad effettuare il salto verso la Via Lattea per invaderla. Prigionieri a bordo di una di esse, McKay e Ronon tentano una fuga disperata mentre all'esterno della stessa nave il colonnello Sheppard a bordo di un F-302 cerca un modo per impedire alla flotta aliena di arrivare sulla Terra.

## Illegittimo
- Titolo originale: Misbegotten
- Diretto da: Martin Wood
- Scritto da: Joseph Mallozzi & Paul Mullie

### Trama
Il retrovirus del dottor Beckett sembra funzionare: i Wraith dell'equipaggio di una Nave-alveare sono diventati umani senza ricordi, così vengono trasferiti su un pianeta disabitato e controllati dal dottore e da una squadra di sorveglianza. Ma gli effetti sono transitori: una parte di loro regredisce e nasce una rivolta per fuggire, con l'appoggio di una nave in arrivo; Beckett, che voleva continuare le ricerche, diventa un prigioniero da salvare in una corsa contro il tempo.

## Irresistibile
- Titolo originale: Irresistible
- Diretto da: Martin Wood
- Scritto da: Carl Binder

### Trama
La squadra di Atlantide incontra gli abitanti di un villaggio che adorano alla follia un uomo di nome Lucius Lavin. Egli sostiene di aver farmaci (che si trovano sul M6H-491) da offrire alla squadra, ma quando Beckett indaga, portando l'uomo su Atlantide il dottore viene colpito dal fascino dell'uomo. Ben presto, l'intera spedizione cade sotto il suo incantesimo.

## Sateda
- Titolo originale: Sateda
- Diretto da: Robert C. Cooper
- Scritto da: Robert C. Cooper

### Trama
Quando Ronon viene preso prigioniero, i suoi carcerieri lo consegnano ai Wraith, che lo portano al suo pianeta natale. Lì, Ronon è costretto a tornare ad essere la loro preda, ma la squadra di Sheppard arriverà su Sateda per salvarlo.

## Un pianeta amico
- Titolo originale: Progeny
- Diretto da: Andy Mikita
- Scritto da: Carl Binder

### Trama
La Weir e la squadra visitano Asura (M7R-227), un pianeta in cui vivono gli Asurani, una civiltà avanzata separatasi dagli Antichi migliaia di anni fa, e hanno costruito un intero pianeta sullo stile tecnico degli Antichi. Vengono portati dal loro capo, Oberoth e gli chiedono assistenza contro i Wraith e moduli ZPM ma rifiuta asserendo come scusa che hanno già un piano per eliminare i Wraith ma lo attueranno quando vorranno loro. La squadra cerca perciò di andarsene ma viene trattenuta e imprigionata, ignara che intanto gli stanno sondando la mente, esattamente come facevano i Replicatori all'SG-1 e scoprono l'ubicazione di Atlantide. Fanno decollare la loro città, che è identica alla stessa Atlantide per distruggere quest'ultima. Nel tragitto Niam (l'Asurano che ha la responsabilità della squadra) li fa uscire dalla cella e gli comunica il desiderio di voler ascendere, come fecero i suoi creatori e si offre di aiutarli a fermare Oberoth, inoltre spiega alla Weir la loro storia: sono naniti creati dagli Antichi, in grado di assimilare materia organica, programmati con un'aggressività estrema nei confronti dei Wraith quale arma contro di loro e con una direttiva che impedisce di danneggiare i creatori. Era impossibile eliminare l'estrema aggressività perché si sarebbe anche cancellata tale direttiva e quando la situazione sfuggì di mano agli Antichi questi cercarono di ucciderli e li considerano da allora traditori. La squadra accetta l'aiuto di Niam e questo offre a McKay il loro codice di programmazione, Rodney lo manipola per eliminare l'aggressività e, di nascosto, per immobilizzare gli Asurani per un breve periodo in modo da raggiungere gli ZPM, sovraccaricarli e nel frattempo raggiungere un Jumper prima che la città esploda. La riprogrammazione ha successo sebbene Oberoth si riprenda prima degli altri e cerchi di fermarli (Niam non viene paralizzato in quanto la sua programmazione è stata la prima a essere modificata) e la squadra riesce a distruggere la città e scappare. Sul Jumper però Niam viene resettato in remoto dai suoi simili e aggredisce la Weir costringendo Sheppard a espellerlo nello spazio ma non è morto.

## Il mondo reale
- Titolo originale: The Real World
- Diretto da: Paul Ziller
- Scritto da: Carl Binder

### Trama
La dottoressa Weir si risveglia in un sanatorio poco fuori Washington DC, scoprendo che Atlantide, e il programma Stargate, erano solo una fantasia. Ma dopo una serie di visioni da incubo, non ci vuole molto a capire che le cose non sono quello che sono, e lei è determinata a tornare alla città. Infatti fisicamente è ancora ad Atlantide, ciò che accade è un risultato delle naniti che Niam le ha passato quando l'ha aggredita sul Jumper, nell'episodio precedente e si stanno replicando dentro di lei. Inoltre ingannano il sistema immunitario che non le attacca, nonostante gli immunostimolanti forniti dal Dr. Beckett e non è neanche possibile usare un IEM (episodio 1x13 Quarantena) per disattivarle perché sono troppo connesse al sistema nervoso ma al dottore viene un'idea. Impiantando un tessuto Wraith dentro la Weir, i naniti saranno obbligati a seguire la loro programmazione e ad attaccarlo, concentrandosi tutte in quella zona che verrà poi irradiata con l'impulso. Purtroppo alcuni naniti nel cervello sopravvivono e Sheppard tenta quindi di aiutarla arrivando a unirsi alla sua realtà per farla risvegliare. I naniti continuano a cercare di piegarle la mente con le visioni di O' Neill, dello psichiatra che l'ha in cura fino a Niam ma riesce a superarle e a ritornare alla realtà.

## Destino comune
- Titolo originale: Common Ground
- Diretto da: William Waring
- Scritto da: Ken Cuperus

### Trama
Sheppard viene catturato da Kolja, che vuole scambiarlo per Ladon Radim. Il motivo è il colpo di Stato operato da Radim alcuni mesi prima, egli aveva rubato l'idea a Kolja e poi l'aveva denunciato a Cowen costringendolo all'esilio. Per contribuire a convincere la dottoressa Weir, egli costringe il Wraith da lui catturato a nutrirsi di Sheppard per 3 volte, a intervalli di 3 ore. Per sfuggire, il Wraith e Sheppard devono lavorare assieme ad un obiettivo comune, fuggire. Sul pianeta dei Genii Radim interroga i suoi collaboratori più stretti per farsi dare la posizione della prigione, alla fine la ottiene e la comunica ad Atlantide. Intanto Sheppard e il Wraith riescono a fuggire ma Kolja fa presidiare lo Stargate mentre ad Atlantide si organizza una squadra per salvarlo. Gli uomini di Kolja continuano a cercare i due e quando li trovano il Wraith si nutre ancora di Sheppard prima di eliminarli tutti e poi, incredibilmente, restituisce tutta la forza vitale presa a Sheppard e forse anche di più (egli dice che è un dono molto raro tra la sua gente) prima che arrivi la squadra di salvataggio. Purtroppo Kolja riesce a scappare ma non prima che Sheppard gli prometta di ucciderlo se dovesse vederlo ancora. Infine rilasciano il Wraith su un pianeta controllato da questi ultimi e tornano a casa.

## Dr. McKay e la signora Miller
- Titolo originale: McKay and Mrs. Miller
- Diretto da: Martin Wood
- Scritto da: Martin Gero and Carl Binder

### Trama
Sulla Terra, la sorella di Mckay mentre gioca con sua figlia inizia a scrivere decine di equazioni, le invia ad un professore, un po' dopo si presenta da lei Samantha Carter che nel frattempo ha fatto rientrare sulla Terra il fratello. Rodney all'inizio non crede sia opera sua, lei aveva rinunciato alla ricerca per farsi una famiglia, infatti non la vede né le parla da quattro anni. Le equazioni potrebbero contribuire a un progetto del Pentagono ma la sorella non vuole firmare l'impegno di riservatezza per paura che cadano in mani del governo o delle multinazionali così McKay va a trovarla per convincerla cozzando com' era prevedibile con la sua testardaggine. Allora la fa teletrasportare sulla Daedalus e resta esterrefatta prima di chiamarlo Meredith (Rodney è il suo secondo nome, con grande sorpresa della Carter). La mette poi al corrente del programma Stargate e della minaccia aliena alla Terra. Durante il viaggio verso Atlantide la Carter e Rodney raccontano alla Miller del Progetto Arcturus (episodio 2x06, Peccato di presunzione) e del catastrofico tentativo di Rodney di riattivarlo. Le equazioni scritte dalla sorella permettono di creare ponti tra gli universi paralleli (che sono quasi infiniti) per poter estrarre l'energia punto zero da lì e in quantità assolutamente regolabile anziché dall'universo attuale eliminando la creazione di particelle esotiche che distrussero il progetto in passato. Si mettono subito al lavoro assieme a Hermiod e inviano lo schema di una camera di contenimento ad Atlantide che viene costruita sotto la supervisione del Dr. Zelenka e attivata al 5% della potenza massima quando i due arrivano a Atlantide. Qualche ora dopo però la camera viene spenta perché un McKay di un universo parallelo si è materializzato all'interno, vuole parlare con sé stesso. Spiega che l'esperimento sta lacerando il tessuto del suo universo e a sfruttato il collegamento tra i 2 universi per avvertirli del pericolo, purtroppo il ponte è monodirezionale, non può tornare indietro ma fermare l'esperimento non è una soluzione definitiva. I McKay pensano che inondare il ponte con una grossa quantità di energia consenta al Mckay alternativo di tornare a casa e risolva il problema ma questo esaurirà l'unico ZPM che hanno. Il piano ha successo e McKay si riconcilia con la sorella prima di salutarla per il viaggio di ritorno.

## Fantasmi
- Titolo originale: Phantoms
- Diretto da: Martin Wood
- Scritto da: Carl Binder

### Trama
Cercando di individuare un gruppo di dispersi, la squadra di Sheppard trova un dispositivo Wraith che provoca allucinazioni su M1B-129, e dopo alcune ore di ricerca, McKay ritiene che sia una minaccia per la sicurezza di tutti. Ma mentre tentano di andarsene il DHD esplode, lasciando la squadra in balia del dispositivo.

## Il ritorno (parte 1)
- Titolo originale: The Return (part 1)
- Diretto da: Brad Turner
- Scritto da: Martin Gero

### Trama
Durante la prima prova del ponte intergalattico, la Daedalus scopre una nave da guerra degli Antichi in viaggio a velocità relativistica tra le due galassie. L'equipaggio era stato costretto al viaggio sub-luce a causa di un guasto ai motori. Una volta salvato l'equipaggio ancora a bordo e riportatolo ad Atlantide, la squadra resta scioccata quando gli Antichi reclamano la città.

## Il ritorno (parte 2)
- Titolo originale: The Return (part 2)
- Diretto da: Brad Turner
- Scritto da: Martin Gero

### Trama
Quando gli Asurani occupano la città sotto il comando degli Antichi, O'Neill e Woolsey vengono catturati nello scontro a fuoco, costringendo la squadra a disobbedire agli ordini e tornare alla Galassia Pegasus. Ricongiunti con Teyla e Ronon, devono recuperare Atlantide, senza distruggerla.

## Echi
- Titolo originale: Echoes
- Diretto da: Will Waring
- Scritto da: Carl Binder and Brad Wright

### Trama
Tutti cominciano a vedere fantasmi di Lantianidi, causati dagli echi emessi dalle creature simili alle balene che stanno convergendo sulla città. Quando gli effetti collaterali iniziano a verificarsi, McKay scopre che gli Antichi hanno cercato di insegnare la loro lingua alle balene, che ora cercano di metterli in guardia su un periodico brillamento solare che minaccia la vita sul pianeta.

## Il supereroe
- Titolo originale: Irresponsible
- Diretto da: Martin Wood
- Scritto da: Joseph Mallozzi e Paul Mullie

### Trama
Lucius Lavin sta usando un dispositivo Antico per generare uno scudo personale per porsi come un eroe invincibile, ma dovrà aiutare la squadra quando Acastus Kolja attacca Sheppard e gli altri.

## Salvataggio in extremis
- Titolo originale: Tao of Rodney
- Diretto da: Martin Wood
- Scritto da: Damian Kindler

### Trama
Dopo che un antico dispositivo all'interno della città altera il DNA di Rodney, egli guadagna poteri e intelligenza sovrumani. Anche se la prende inizialmente come una benedizione, la sua brillante superiorità viene stroncata solo dalla scoperta della sua conseguente morte imminente, a meno che non impari a superare il suo ego per ascendere.

## Il gioco
- Titolo originale: The Game
- Diretto da: Will Waring
- Scritto da: Don Whitehead, Holly Henderson, e Carl Binder

### Trama
La squadra del Maggiore Lorne scopre un pianeta che si adatta alla descrizione del videogioco in cui competono il tenente colonnello Sheppard e il dottor McKay. Si scopre che, attraverso una serie di satelliti Antichi sopra pianeta M4D-058, il gioco pone il controllo di persone reali, il popolo di Geldar e Hallona, che sono ora sull'orlo della guerra e della distruzione.

## L'arca
- Titolo originale: The Ark
- Diretto da: William Waring
- Scritto da: Scott Nimerfro e Ken Cuperus

### Trama
La squadra del colonnello Sheppard scopre, in orbita ad un pianeta disabitato, un'antica stazione spaziale. In essa si trova un congegno che contiene (sospesi in vita come nei dardi Wraith) gli ultimi mille antichi abitanti del pianeta. Essi, tramite questa tecnologia, sono riusciti a sfuggire all'ultimo raccolto del Wraith e, allo stesso tempo, coloro che rimasero sul pianeta scatenarono un'apocalisse nucleare per distruggere sia loro che i Wraith che li avevano attaccato. In modo che il pianeta ormai radioattivo e privo di ogni forma di vita fosse considerato inutile dai Wraith e quindi mai più rivisitato. Un sistema automatico, dopo molti secoli, sarebbe entrato in funzione per far risvegliare uno degli umani sospesi che avrebbe trasportato il congegno sul pianeta (ormai ripulito dalle radiazioni) e far ripartire da lì la loro civiltà. Il gruppo di Sheppard però si trova in pericolo visto che l'umano risvegliato scoprendo che la sua famiglia, contenuta in un altro congegno simile ma andato distrutto durante l'attacco, è persa per sempre, decide di suicidarsi e di portare con se, giù nell'atmosfera, l'intera stazione spaziale e chi vi si trova a bordo.

## Domenica
- Titolo originale: Sunday
- Diretto da: Will Waring
- Scritto da: Martin Gero

### Trama
La spedizione cerca di rilassarsi durante una obbligatoria giornata di riposo, fino a quando un'esplosione inaspettata provoca tre morti. La causa è un congegno degli antichi che due scienziati della base hanno messo in moto senza sapere che si trattava di un'arma che era in grado, tramite radiazioni, di provocare in chi ne veniva esposto dei tumori esplosivi, trasformando chi ne veniva colpito in una bomba a tempo umana. Nonostante il Dr. Beckett riesca a rimuovere il tumore dal 2° paziente questo esplode poco prima di essere messo nella capsula anti esplosione e il dottore, ancora troppo vicino, muore.

## Immersione
- Titolo originale: Submersion
- Diretto da: Brenton Spencer
- Scritto da: Ken Cuperus

### Trama
La squadra scopre una piattaforma di perforazione sul fondo del mare che può essere un'alternativa al problema degli ZPM, ma durante la loro visita, sono colti di sorpresa da una vecchia Regina Wraith. Una volta che viene catturata, il desiderio Teyla di ottenere informazioni porta ad un sentiero pericoloso.

## Vendetta
- Titolo originale: Vengeance
- Diretto da: Andy Mikita
- Scritto da: Carl Binder

### Trama
Ora che i Wraith vedono Michael come una cosa "sporca", egli ha sperimentato con l'insetto iratus, la creazione di un esercito di mostri per governare la galassia. Quando la squadra finisce in uno dei suoi laboratori vengono attaccati da innumerevoli creature.

## Attacco a sorpresa (1)
- Titolo originale: First Strike (Part 1)
- Diretto da: Martin Wood
- Scritto da: Martin Gero

### Trama
Il comandante Ellis della Apollo, la nuova nave classe Daedalus appena costruita, arriva su Atlantide con notizie preoccupanti: durante le regolari ricognizioni sul pianeta degli Asurani si è appreso che questi stanno costruendo navi da guerra e la Apollo è incaricata di distruggerle in un attacco preventivo al quale è richiesto che partecipi anche la squadra di Sheppard. Impiegheranno un'arma nuova, l'Horizon (un vettore contenente 6 testate nucleari Mk IX e 4 falsi bersagli) altrimenti potrebbero raggiungere la Terra, piano non condiviso dalla Weir che vorrebbe continuare sulla via delle trattative con gli Asurani. McKay e Zelenka vengono teletrasportati sulla nave per le ultime verifiche sull'Horizon che sono positive. La missione parte subito e arrivati nell'orbita di Asura, l'arma viene lanciata. Le 6 testate esplodono tutte sulle coordinate e Sheppard viene inviato sul luogo con un Jumper occultato per valutare i danni. Sembra che tutti gli obiettivi primari e quasi tutti i secondari siano stati distrutti. Poco dopo però sui sensori appare un oggetto in orbita. La Apollo va a verificare: è un satellite con uno stargate nel mezzo, si apre quasi subito e spara un forte laser sostenuto verso la nave prima di riposizionarsi su Atlantide che fortunatamente aveva lo scudo alzato. La Apollo non riesce a distruggerlo, ha uno scudo alimentato direttamente dal laser che tra le altre cose non fa chiudere lo stargate dopo 38', similmente a un'arma usata da Anubis anni prima contro l'SGC. Inoltre blocca anche lo stargate di Atlantide per l'estrema vicinanza. La Weir contatta Oberoth e i replicanti per fargli disattivare l'arma ma rifiutano, tentando invece di caricare un virus attraverso la banda di comunicazione ma McKay tronca il collegamento e stima la carica residua dello scudo in 29h. Attualmente non è neanche possibile andare a disattivare la fonte dell'arma su Asura per via dei danni allo scudo della Apollo. McKay ha l'idea di sommergere la città come successe 10.000 anni prima contro i Wraith. Questo ridurrebbe l'efficacia del laser Asurano e aumenterebbe la tenuta dello scudo guadagnando una settimana, correndo però il rischio di sprecare energia nel caso non si inabissi. La Weir approva il piano e la città inizia a discendere. Purtroppo l'effetto dell'acqua sul raggio è scarsissimo facendo guadagnare appena 9h alla città. Ma hanno un'altra idea: lasciare il pianeta con lo stardrive della città destinazione M12-578. Sarà necessario: prelevare energia dalla piattaforma di trivellazione sottomarina (3x18, Immersione), piazzare un asteroide davanti al laser quel tanto che basta a deviare allo stardrive l'energia e usare lo ZPM una volta decollati. In superficie McKay riattiva lo scudo ma poco prima di estendersi del tutto il raggio penetra l'asteroide e colpisce la città, seppur per poco e provoca un'esplosione che investe la Weir, Ronon e altri uomini. Come se non bastasse la città esce di colpo dall'iperdrive nel bel mezzo dello spazio, senza nessun pianeta vicino e con solo 24h di carica residua nello ZPM.
Collegamenti esterni
- Twentieth Century Fox Film Corporation Archiviato il 28 giugno 2010 in Internet Archive. (Sito ufficiale della Serie in DVD)
- Gateworld - Stargate Atlantis Season Three (contiene la trama integrale degli episodi)
- Episodi di Stargate Atlantis, Stagione 3 su HyperSG1, su hypersg1.org. URL consultato l'8 aprile 2009 (archiviato dall'url originale il 24 luglio 2009).